# Paropsieae
Paropsieae je tribus iz potporodice Passifloroideae porodice Passifloraceae. 
Rodovi unutar ovog tribusa su:
| Tribus Paropsieae - Androsiphonia Stapf - Barteria Hook.f. - Paropsia Noronha ex Thouars - Paropsiopsis Engl. - Smeathmannia Sol. ex R.Br. - Viridivia J.H.Hemsl. & Verdc. |

|  | Wikivrste imaju podatke o taksonu Paropsieae |